# NGC 6410
NGC 6410 – gwiazda podwójna znajdująca się w gwiazdozbiorze Smoka. Zaobserwował ją Lewis A. Swift 2 maja 1887 roku i skatalogował jako obiekt typu „mgławicowego”.